# موردستان (بشرویه)
موردستان یک روستا در ایران است که در شهرستان بشرویه واقع شده‌است.  در سرشماری سال ۱۳۸۵، جمعیت موردستان ۲۲۴ نفر بوده است.